# Holocentrus
Los candiles o carajuelos del género Holocentrus son peces marinos de la familia holocéntridos —el género tipo de ésta—, distribuidos por aguas tropicales del océano Atlántico, el mar Caribe y el Golfo de México.

## Importancia para el hombre
De poca importancia para la pesca, pero importantes y muy usados en acuariología marina. Son especies peligrosas para su consumo, pues pueden producir envenenamiento por ciguatera.

## Descripción
Tienen el cuerpo comprimido lateralmente y de color rojo con manchas blancas, alcanzando un tamaño corporal máximo de unos 25 cm. Viven a poco profundidad asociados a arrecifes de coral, aunque también se les puede encontrar a más profundidad.

## Especies
Existen dos especies válidas en este género:
- Holocentrus adscensionis (Osbeck, 1765) - Candil de vidrio, Candil gallito o Carajuelo de ascensión
- Holocentrus rufus (Walbaum, 1792) - Candil rufo, Candil soldado o Carajuelo rufo